# Вітторіо Капорале
Вітторіо Капорале (італ. Vittorio Caporale, нар. 25 лютого 1947, Моїмакко) — італійський футболіст, що грав на позиції ліберо. Чемпіон Італії у складі «Торіно».

## Ігрова кар'єра
Народився 25 лютого 1947 року в місті Моїмакко. Вихованець юнацьких команд «Удінезе». У дорослому футболі дебютував 1967 року виступами за головну команду клубу, в якій відіграв чотири сезони, взявши участь у 115 матчах на рівні Серії C. 
1971 року перейшов до вищроігової «Болоньї». У розіграші 1973/74 допоміг команді здобути  Кубок Італії.
Своєю грою за останню команду привернув увагу представників тренерського штабу клубу «Торіно», до складу якого приєднався 1975 року. Відіграв за туринську команду наступні три сезони своєї ігрової кар'єри. Був основним гравцем захисту «Торіно» і допоміг йому виграти чемпіонат Італії в сезоні 1975/76.
Завершував ігрову кар'єру у команді «Наполі», за який виступав протягом 1978—1980 років.

## Статистика виступів

### Статистика клубних виступів
| Сезон               | Команда             | Campionato          | Campionato | Campionato | Національний кубок | Національний кубок | Національний кубок | Єврокубки | Єврокубки | Єврокубки | Інші змагання | Інші змагання | Інші змагання | Усього за | Усього за |
| Сезон               | Команда             | Comp                | Pres       | Голів      | Comp               | Pres               | Голів              | Comp      | Pres      | Голів     | Comp          | Pres          | Голів         | Pres      | Голів     |
| ------------------- | ------------------- | ------------------- | ---------- | ---------- | ------------------ | ------------------ | ------------------ | --------- | --------- | --------- | ------------- | ------------- | ------------- | --------- | --------- |
| 1967–68             | «Удінезе»           | C                   | 16         | 1          | -                  | -                  | -                  | -         | -         | -         | -             | -             | -             | 16        | 1         |
| 1968–69             | «Удінезе»           | C                   | 32         | 2          | -                  | -                  | -                  | -         | -         | -         | -             | -             | -             | 32        | 2         |
| 1969–70             | «Удінезе»           | C                   | 33         | 0          | -                  | -                  | -                  | -         | -         | -         | -             | -             | -             | 33        | 0         |
| 1970–71             | «Удінезе»           | C                   | 34         | 1          | -                  | -                  | -                  | -         | -         | -         | -             | -             | -             | 34        | 1         |
| Усього за «Удінезе» | Усього за «Удінезе» | Усього за «Удінезе» | 115        | 4          |                    |                    |                    |           |           |           |               |               |               | 115       | 4         |
| 1971–72             | «Болонья»           | A                   | 4          | 0          | КІ                 | ?                  | ?                  | КУЄФА     | ?         | ?         | -             | -             | -             | 4+?       | ?         |
| 1972–73             | «Болонья»           | A                   | 24         | 0          | КІ                 | ?                  | ?                  | КМ        | ?         | ?         | -             | -             | -             | 24+?      | ?         |
| 1973–74             | «Болонья»           | A                   | 17         | 0          | КІ                 | ?                  | ?                  | -         | -         | 0         | -             | -             | -             | 17+?      | ?         |
| 1974–75             | «Болонья»           | A                   | 9          | 0          | КІ                 | ?                  | ?                  | КВК       | ?         | ?         | -             | -             | -             | 9+?       | ?         |
| Усього за «Болонью» | Усього за «Болонью» | Усього за «Болонью» | 54         | 0          |                    | ?                  | ?                  |           | ?         | ?         |               |               |               | 54+?      | ?         |
| 1975–76             | «Торіно»            | A                   | 28         | 0          | КІ                 | 0                  | 0                  | -         | -         | -         | -             | -             | -             | 28        | 0         |
| 1976–77             | «Торіно»            | A                   | 28         | 0          | КІ                 | 3                  | 0                  | КЧ        | 4         | 0         | -             | -             | -             | 35        | 0         |
| 1977–78             | «Торіно»            | A                   | 25         | 1          | КІ                 | 3                  | 0                  | КУЄФА     | 4         | 0         | -             | -             | -             | 32        | 1         |
| Усього за «Торіно»  | Усього за «Торіно»  | Усього за «Торіно»  | 81         | 1          |                    | 6                  | 0                  |           | 8         | 0         |               |               |               | 95        | 1         |
| 1978–79             | «Наполі»            | A                   | 29         | 0          | КІ                 | 8                  | 0                  | КУЄФА     | 2         | 0         | -             | -             | -             | 39        | 0         |
| 1979–80             | «Наполі»            | A                   | 9          | 0          | КІ                 | 4                  | 0                  | КУЄФА     | 3         | 0         | -             | -             | -             | 16        | 0         |
| Усього за Napoli    | Усього за Napoli    | Усього за Napoli    | 38         | 0          |                    | 12                 | 0                  |           | 5         | 0         |               |               |               | 55        | 0         |
| Усього за кар'єру   | Усього за кар'єру   | Усього за кар'єру   | 288        | 5          |                    | 18+?               | ?                  |           | 13+?      | 0+?       |               |               |               | 319+?     | 5+?       |

## Титули і досягнення
- Володар Кубка Італії (1):

«Болонья»: 1973-1974
- Чемпіон Італії (1):

«Торіно»: 1975-1976